# العلاقات البرتغالية الكونغوية
العلاقات البرتغالية الكونغولية هي العلاقات الثنائية التي تجمع بين البرتغال وجمهورية الكونغو.

## مقارنة بين البلدين
هذه مقارنة عامة ومرجعية للدولتين:
| وجه المقارنة                                              | البرتغال                                                  | [[تصنيف:صفحات تستخدم رمز علم غير موجود\|]] جمهورية الكونغو |
| --------------------------------------------------------- | --------------------------------------------------------- | ---------------------------------------------------------- |
| المساحة (كم2)                                             | 92.21 ألف                                                 | 342.00 ألف                                                 |
| عدد السكان (نسمة)                                         | 10.60 مليون                                               | 5.26 مليون                                                 |
| الكثافة السكانية (ن./كم²)                                 | 114.95                                                    | 15.38                                                      |
| العاصمة                                                   | لشبونة                                                    | برازافيل                                                   |
| اللغة الرسمية                                             | اللغة البرتغالية، اللغة الميراندية                        | لغة فرنسية                                                 |
| العملة                                                    | يورو، اسكودو برتغالي                                      | فرنك وسط أفريقي                                            |
| الناتج المحلي الإجمالي (بليون دولار)                      | 217.57 مليار                                              | 8.72 مليار                                                 |
| الناتج المحلي الإجمالي (تعادل القوة الشرائية) بليون دولار | 307.82 مليار                                              | 29.48 مليار                                                |
| الناتج المحلي الإجمالي الاسمي للفرد دولار أمريكي          | 19.22 ألف                                                 | 1.85 ألف                                                   |
| الناتج المحلي الإجمالي للفرد دولار أمريكي                 | 28.76 ألف                                                 |                                                            |
| مؤشر التنمية البشرية                                      | 0.830                                                     | 0.591                                                      |
| رمز المكالمات الدولي                                      | +351                                                      | +242                                                       |
| رمز الإنترنت                                              | .pt                                                       | .cg                                                        |
| المنطقة الزمنية                                           | توقيت غرب أوروبا، توقيت غرب أوروبا الصيفي، أوروبا/لشبونة ‏ | ت ع م+01:00                                                |

## منظمات دولية مشتركة
يشترك البلدان في عضوية مجموعة من المنظمات الدولية، منها:
| علم المنظمة | اسم المنظمة                               | تاريخ انضمام البرتغال | تاريخ انضمام جمهورية الكونغو |
| ----------- | ----------------------------------------- | --------------------- | ---------------------------- |
|             | البنك الدولي للإنشاء والتعمير             | 29 مارس 1961          | 10 يوليو 1963                |
|             | يونسكو                                    | 11 مارس 1965          | 24 أكتوبر 1960               |
|             | منظمة التجارة العالمية                    | ?                     | ?                            |
|             | وكالة ضمان الاستثمار متعدد الأطراف        | 6 يونيو 1988          | 16 أكتوبر 1991               |
|             | البنك الإفريقي للتنمية                    | ?                     | ?                            |
|             | منظمة الشرطة الجنائية الدولية             | ?                     | ?                            |
|             | مؤسسة التمويل الدولية                     | 8 يوليو 1966          | 1 أكتوبر 1980                |
|             | الأمم المتحدة                             | 14 ديسمبر 1955        | 20 سبتمبر 1960               |
|             | مؤسسة التنمية الدولية                     | 29 ديسمبر 1992        | 8 نوفمبر 1963                |
|             | الفريق المعني برصد الأرض                  | ?                     | ?                            |
|             | منظمة حظر الأسلحة الكيميائية              | ?                     | ?                            |
|             | المركز الدولي لتسوية المنازعات الاستشارية | 1 أغسطس 1984          | 14 أكتوبر 1966               |

## وصلات خارجية
- موقع وزارة الخارجية البرتغالية